# Muzeum Narodowe w Tokio
Muzeum Narodowe w Tokio (jap. 東京国立博物館 Tōkyō Kokuritsu Hakubutsukan), skrót: TNM – najstarsze i największe muzeum w Japonii, założone w 1872. Muzeum gromadzi dzieła sztuki oraz obiekty archeologiczne z obszaru Azji, a szczególnie Japonii. Posiada zbiór ponad 110 tys. obiektów, wśród których 87 uznanych jest za skarby narodowe oraz 610 za znaczące wartości kulturowe (stan na lipiec 2005). Muzeum prowadzi również badania naukowe i organizuje imprezy edukacyjne związane z jego zbiorami.
Muzeum położone jest w Tokio, w parku Ueno, w dzielnicy Taitō. W skład zespołu muzeum wchodzi m.in.: Honkan (本館, Galeria Japońska), Tōyōkan (東洋館, Galeria Azjatycka), Hyōkeikan (表慶館), Heiseikan (平成館), Hōryū-ji Hōmotsukan (法隆寺宝物館, Galeria Skarbów z Hōryū-ji), jak również Shiryōkan (資料館, Centrum Badań i Informacji). W siedzibie muzeum znajdują się też restauracje i sklepy oraz wystawy plenerowe i ogrody.
Zbiory muzeum koncentrują się na starożytnej sztuce japońskiej i sztuce azjatyckiej z terenów Jedwabnego szlaku. Muzeum posiada również bogatą kolekcję sztuki grecko-buddyjskiej.
Wszystkie informacje dostępne są w językach: japońskim, angielskim, chińskim, francuskim, niemieckim, koreańskim i hiszpańskim.

## Historia
Muzeum powstało w 1872, kiedy to miała miejsce pierwsza wystawa zorganizowana przez Departament Muzeów Ministerstwa Edukacji. Była to jednocześnie inauguracja pierwszego muzeum w Japonii. Wkrótce po otwarciu muzeum przeniesiono do Uchiyamashita-chō (obecnie Uchisaiwai-chō), a następnie w 1882 do parku Ueno, gdzie znajduje się do dziś. Od czasu utworzenia muzeum doświadczyło poważnych problemów, takich jak trzęsienie ziemi w Tokio w 1923 oraz czasowe zamknięcie w 1945 podczas II wojny światowej. W trakcie ponad 120 lat swojej historii muzeum przeszło wiele zmian organizacyjnych. Kilkakrotnie zmieniało też nazwę: w 1886 – „Muzeum Cesarskie” (Imperial Museum), w 1900 – „Tokijskie Muzeum Dworu Cesarskiego” (ang. Tokyo Imperial Household Museum). Obecną nazwę nosi od 1947.

### Kalendarium
- 1872 – Ministerstwo Edukacji organizuje pierwszą w Japonii wystawę publiczną pod nazwą „Muzeum Ministerstwa Edukacji”[2]
- 1875 – Ministerstwo Spraw Wewnętrznych przejmuje odpowiedzialność za zbiory, które są podzielone na osiem kategorii: przyroda, rolnictwo i leśnictwo, przemysł, sztuki piękne, edukacja, prawo, ląd i morze[2]
- 1882 – muzeum przenosi się do obecnej lokalizacji w Ueno, będącej wcześniej główną siedzibą świątyni Kan’ei-ji[2]
- 1889 – Ministerstwo Dworu Cesarskiego przejmuje kontrolę nad zbiorami muzeum, którego nazwa zostaje zmieniona na „Muzeum Cesarskie”[2]
- 1900 – nazwa muzeum zmieniona na „Muzeum Dworu Cesarskiego w Tokio”[2]
- 1923 – główny budynek muzeum (Honkan) ulega zniszczeniu w trakcie trzęsienia ziemi w Tokio[2]
- 1925 – eksponaty przyrodnicze zostają przeniesione do Muzeum Ministerstwa Edukacji w Tokio, które zmienia nazwę na „Narodowe Muzeum Nauki”[2]
- 1938 – otwarcie nowego głównego budynku muzeum (Honkan)[2]
- 1947 – odpowiedzialność za zbiory przejmuje Ministerstwo Edukacji, muzeum zmienia nazwę na „Muzeum Narodowe”[2]
- 1978 – budynek Hyokeikan uznany za znaczącą wartość kulturową[2]
- 1999 – otwarcie Galerii Skarbów Horyu-ji oraz budynki „Heisei-kan”[2]
- 2001 – zmiana nazwy na „Muzeum Narodowe w Tokio” w ramach Independent Administrative Institution National Museum (IAI National Museum, Samodzielna Instytucja Administracyjna Muzeum Narodowe)[2]
- 2001 – budynek Hon-kan uznany za znaczącą wartość kulturową[2]
- 2005 – IAI National Museum poszerzone o Muzeum Narodowe w Kyushu[3]
- 2007 – w miejsce IAI National Museum utworzona Independent Administrative Institution National Institutes for Cultural Heritage (NICH, Samodzielna Instytucja Administracyjna Narodowe Instytuty Dziedzictwa Kulturowego), łącząca cztery muzea narodowe z dawnymi National Institutes for Cultural Preservation (Narodowe Instytuty Ochrony Kultury)[4]

## Pięć budynków wystawowych

### Honkan (Galeria Japońska)
Oryginalna Galeria Główna (zaprojektowana przez brytyjskiego architekta Josiaha Condera) została poważnie uszkodzona podczas wielkiego trzęsienia ziemi w 1923. W przeciwieństwie do pierwotnego budynku, utrzymanego w stylu zachodnim, projekt obecnego budynku Honkan, autorstwa Watanabe Jin, reprezentuje styl bardziej wschodni, „cesarski”. Budowa rozpoczęła się w 1932, zaś budynek otwarto w 1938. W 2001 uznany został za znaczącą wartość kulturową Japonii.
Galeria Japońska to przegląd sztuki japońskiej. Składa się z 24 sal na dwóch kondygnacjach. Zawiera wystawy eksponatów pochodzących z okresu od 10 tys. lat p.n.e. do końca XIX w., a także wystawy tematyczne jak ceramika, rzeźba czy miecze.
- Sale 1–10 (II kondygnacja) – tytuł ekspozycji: „Rozwój sztuki japońskiej”, wystawy tematyczne, m.in. „Sztuka buddyjska”, „Sztuka ceremonii picia herbaty”, „Ubiory samurajów”, „Nō i kabuki”. Jeden ze skarbów narodowych jest zawsze prezentowany w drugiej sali jako „Sali skarbu narodowego”.
- Sale 11–20 (I kondygnacja) – sale wystawowe poświęcone są takim dziedzinom, jak rzeźba, metaloplastyka, ceramika, japanning (europejskie imitacje azjatyckich przedmiotów z drewna), katana, materiały etniczne, materiały historyczne, sztuka współczesna itp.
- Sale wystaw specjalnych (I i II kondygnacja) – niewielkie sale z wystawami nowych eksponatów.
- Sala specjalna (I kondygnacja) – miejsce zajęć dla dzieci.

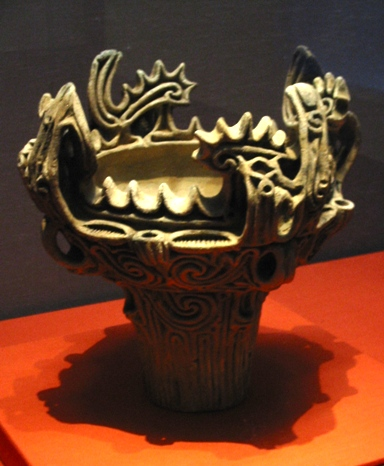
Naczynie typu Kaen-doki, środek okresu Jōmon (3000-2000 p.n.e.)
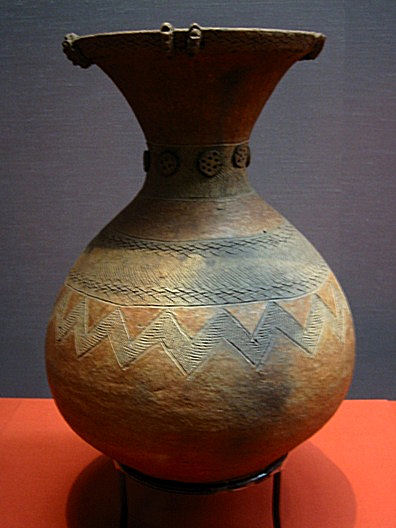
Dzban z okresu Yayoi, I-III w., wydobyty w Kugahara (Ota, Tokio)
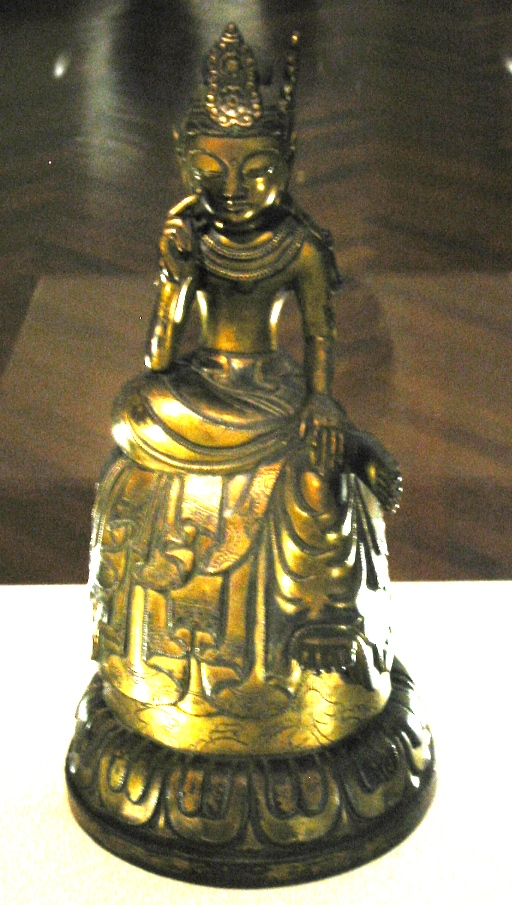
Bodhisattwa, okres Asuka, VII w.
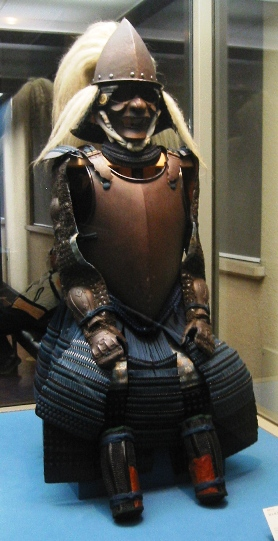
Nanban dō, pancerz w stylu zachodnim, XVI w.
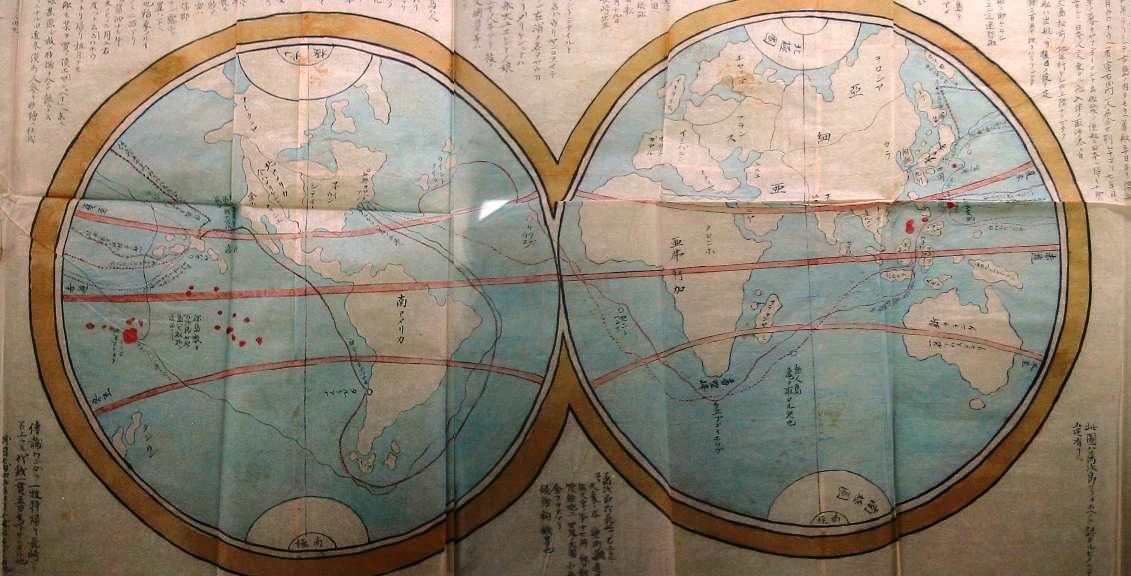
Relacja z podróży Nakahama Manjiro, lata 50. XIX w.

### Tōyōkan (Galeria Azjatycka)
Budynek ten został wybudowany w 1968 i zaprojektowany przez Yoshio Taniguchi. Galeria Azjatycka mieści sale wystawowe podzielone na siedem regionów. Poświęcone są one sztuce i archeologii Azji, włączając w to Chiny, Koreę, Indie, Bliski Wschód i Egipt.
- Sala 1 (I kondygnacja) – rzeźba Indii i Gandhary w Pakistanie.
- Sala 2 i 3 (III kondygnacja) – Egipt, Azja Zachodnia, Południowo-Wschodnia i Południowa.
- Sala 4 i 5 (II kondygnacja) – sztuka i archeologia Chin.
- Sala 6 i 7 (II kondygnacja) – hall i miejsce małych wystaw.
- Sala 8 (II kondygnacja) – malarstwo i kaligrafia chińska.
- Sala 9 i 10 (III kondygnacja) – Azja Środkowa i Korea.

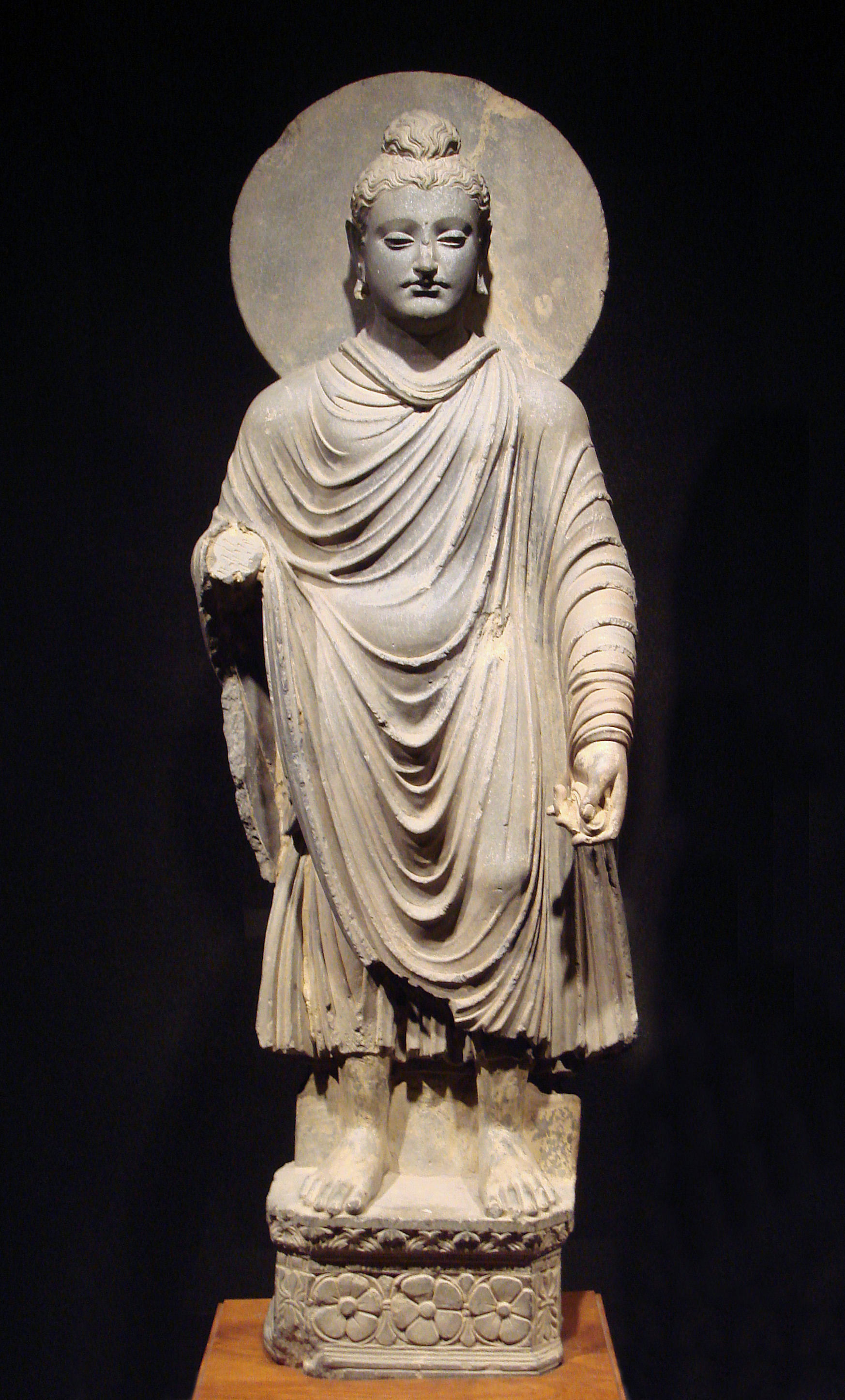
Jedno z pierwszych przedstawień Buddy, I-II w. Gandhara, Pakistan
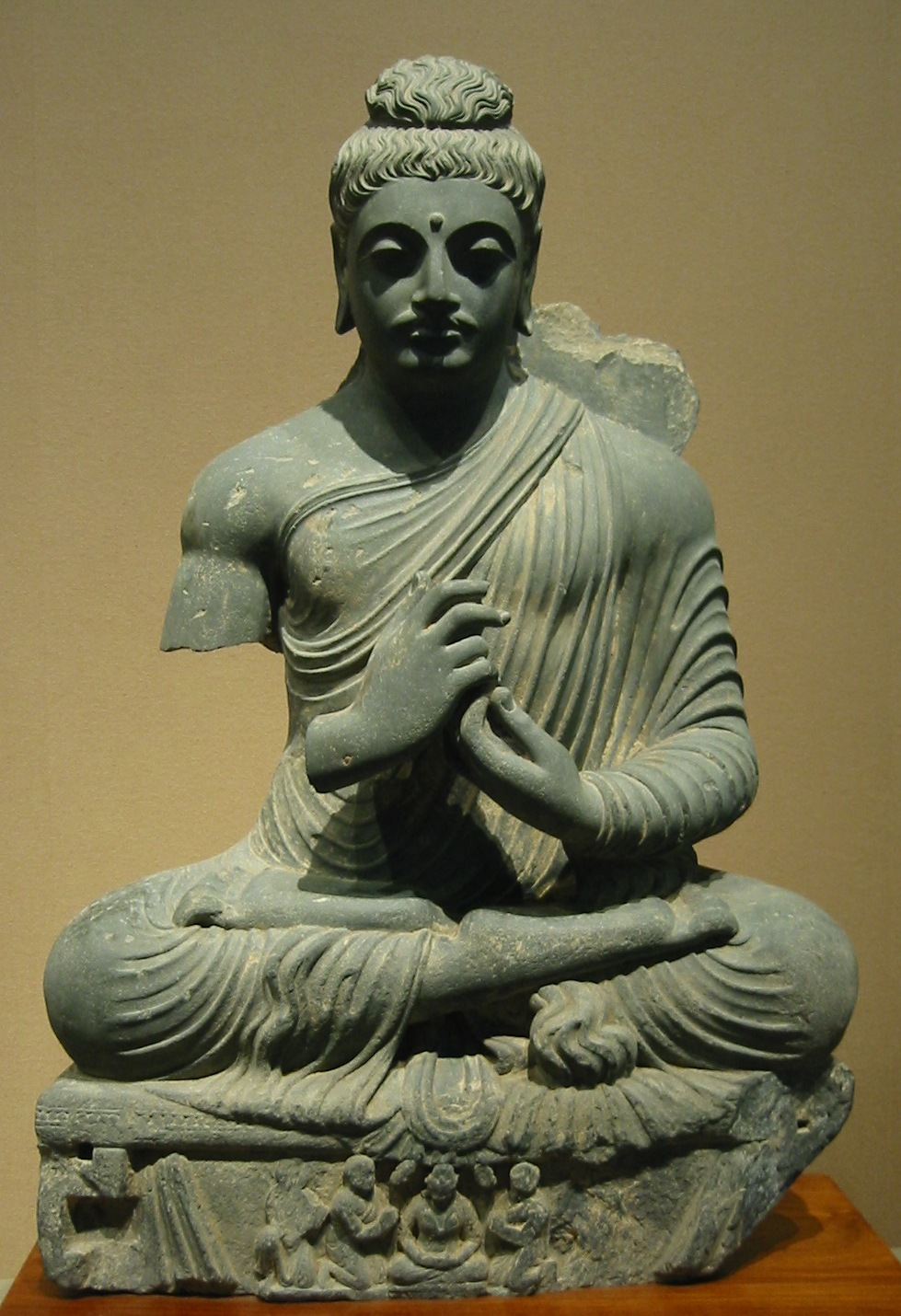
Siedzący Budda, Gandhara, I-II w.
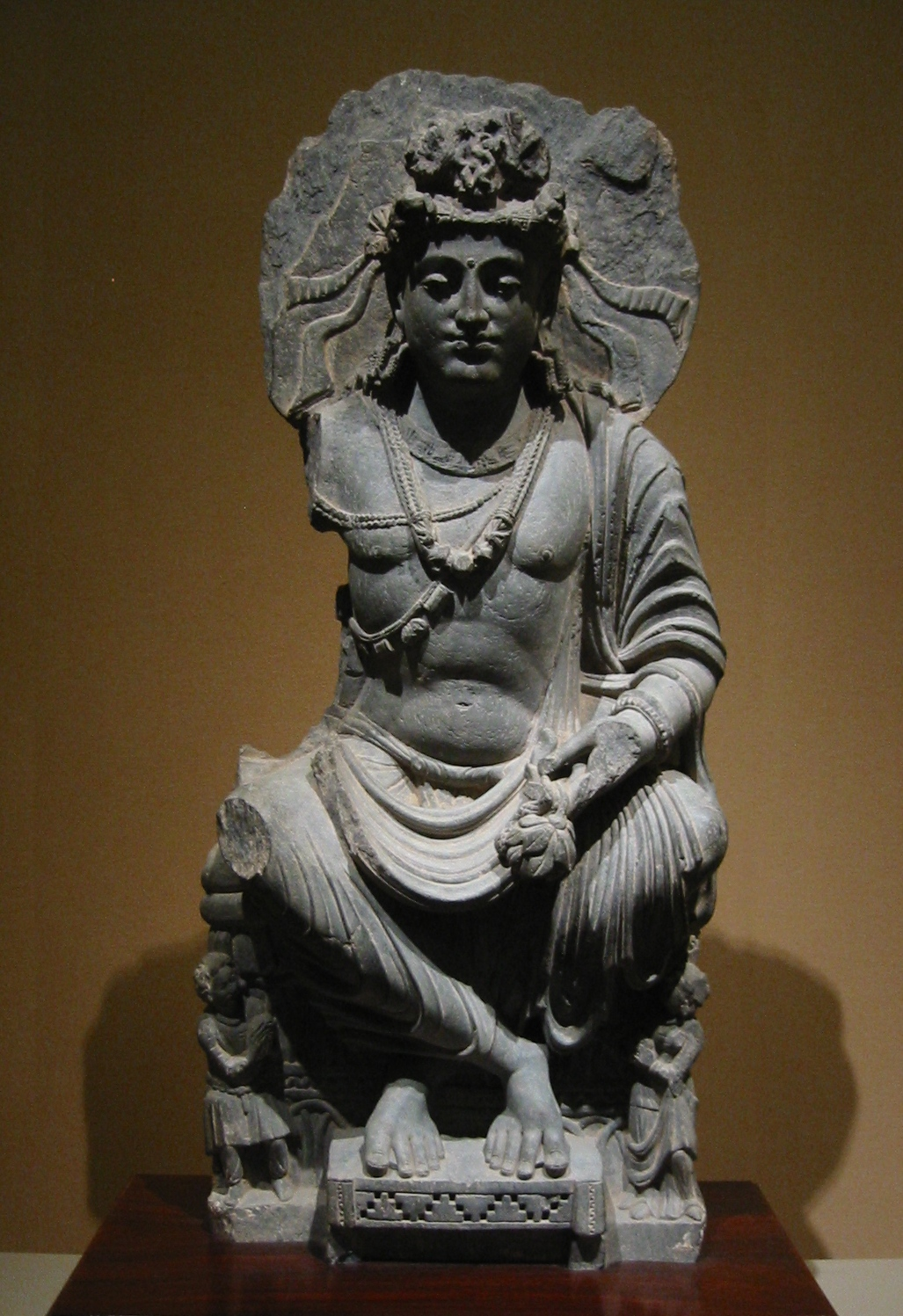
Budda Maitreja siedzący na tronie, styl zachodni, II w. Gandhara
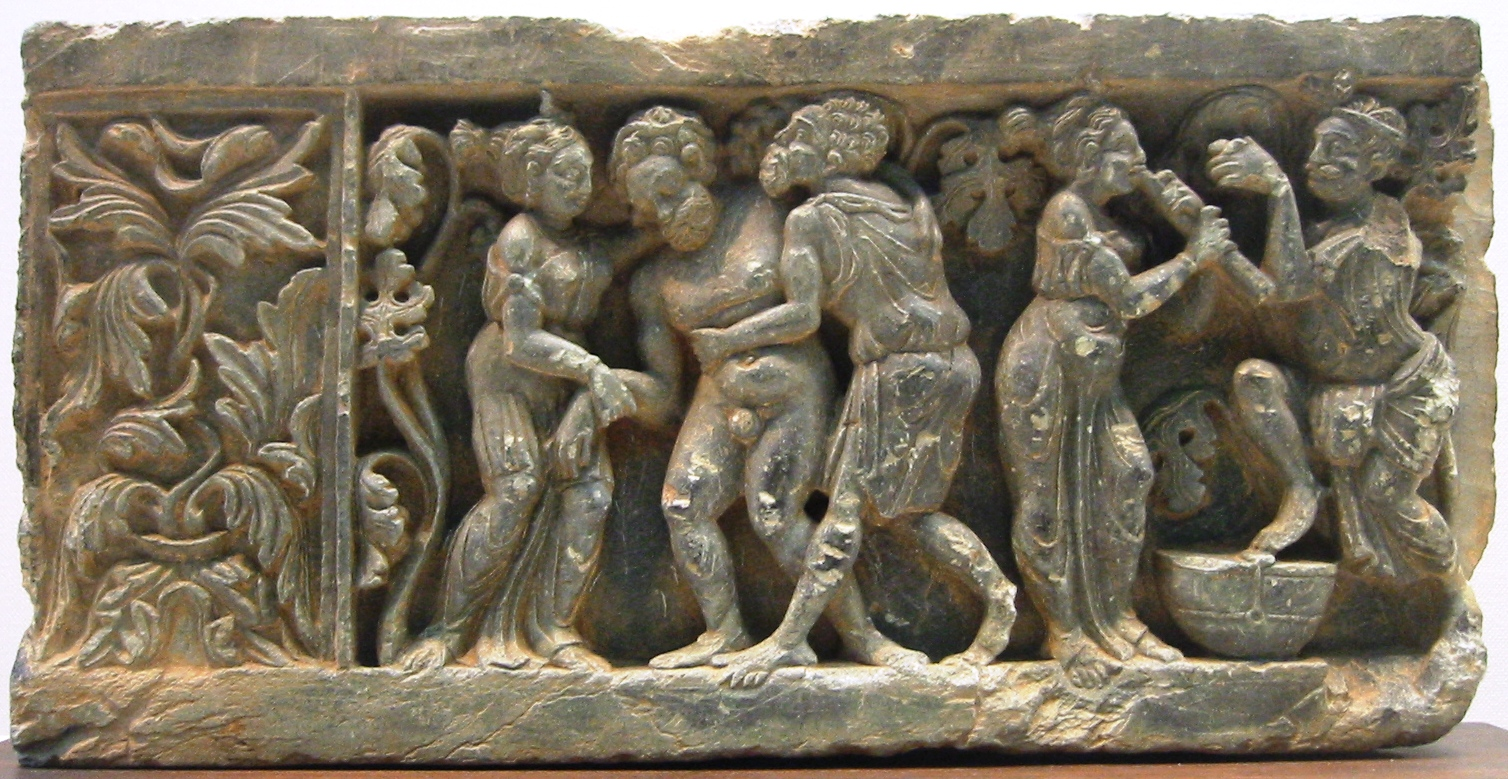
Bachanalia, zbiór winogron, sztuka grecko-buddyjska, Gandhar, I-II w.
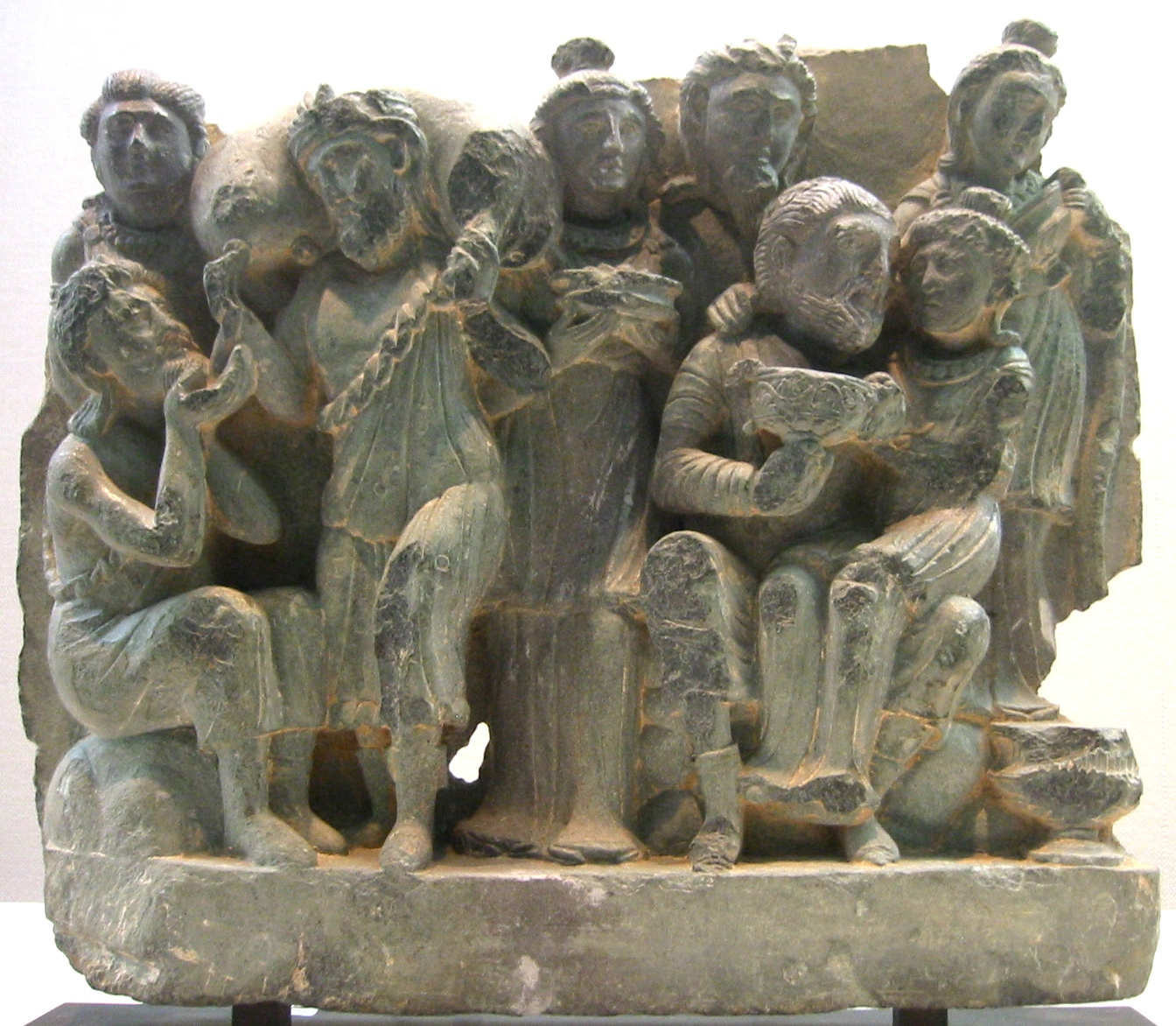
Spożywanie napojów, greckie naczynia i stroje, sztuka grecko-buddyjska, Gandhar, datowane na III w.
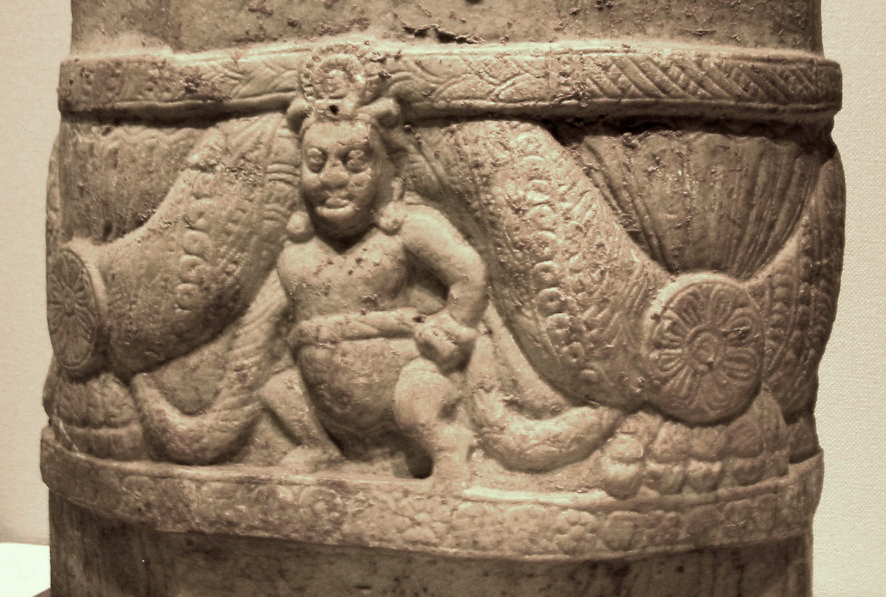
Grecki zwój wspierany przez indyjskiego Jakszę, Amarawati, III w.
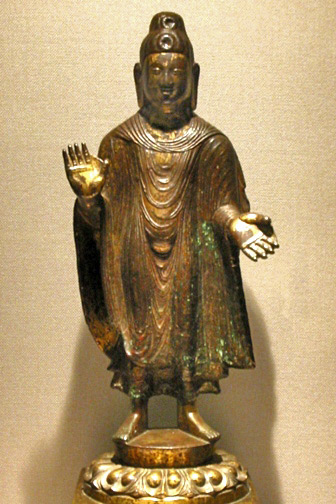
Budda Maitreja, północna dynastia Wei, 443 r.
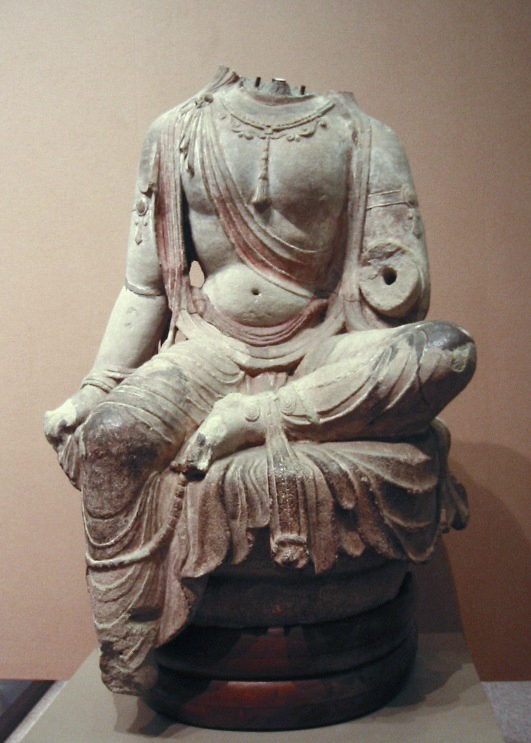
Bodhisattwa, Dynastia Tang
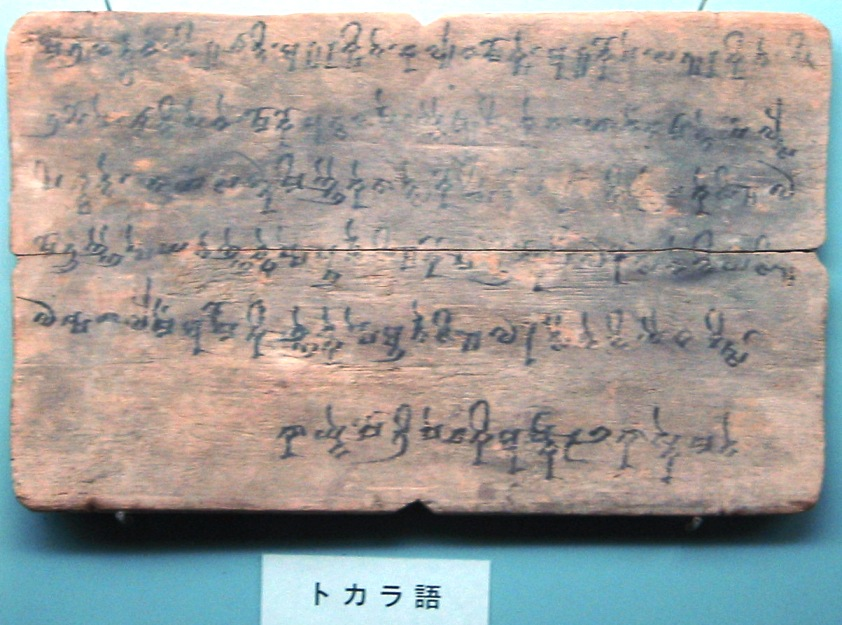
Drewniana tabliczka z inskrypcją w tocharskim. Kucha, Chiny, V–VIII w.

### Hyōkeikan
Hyōkeikan, zbudowany z okazji małżeństwa następcy tronu (późniejszego cesarza Taishō), otwarty został w 1909. Budynek ten uznany został za znaczącą wartość kulturową jako reprezentant stylu zachodniego w architekturze późnego okresu Meiji (początek XX w.). Jest on otwierany tylko na imprezy i wystawy czasowe.

### Heiseikan
Heiseikan służy głównie jako miejsce wystaw specjalnych, ale mieści także Galerię Archeologii Japońskiej. Galeria, znajdująca się na pierwszej kondygnacji, ukazuje poprzez obiekty archeologiczne historię Japonii od starożytności do czasów prawie współczesnych. Galerie na drugiej kondygnacji przeznaczone są wyłącznie na wystawy specjalne. Budynek Heiseikan otwarty został w 1999 z okazji małżeństwa następny tronu. Znajduje się w nim także audytorium i hall.
Galeria ta pokazuje przykłady ceramiki okresu Jōmon, pochodzące z ok. 10 tys. lat p.n.e. Ceramika ta była pierwszą zidentyfikowaną po II wojnie światowej metodą datowania radiowęglowego.

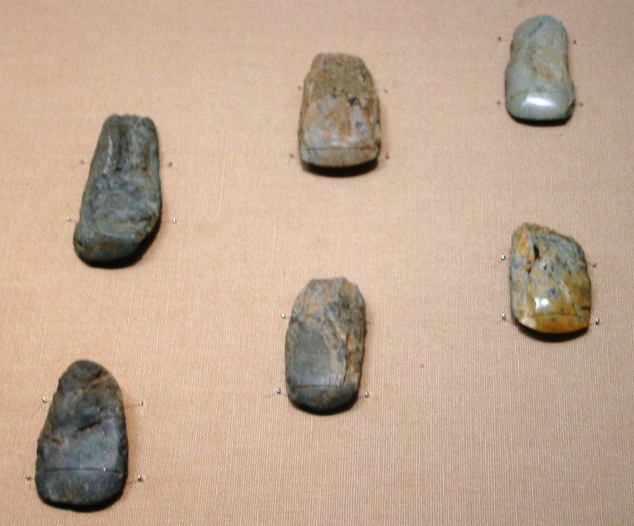
Najstarsze na świecie narzędzia z kamienia gładzonego. Okres Mudoki, 30 tys. lat p.n.e.
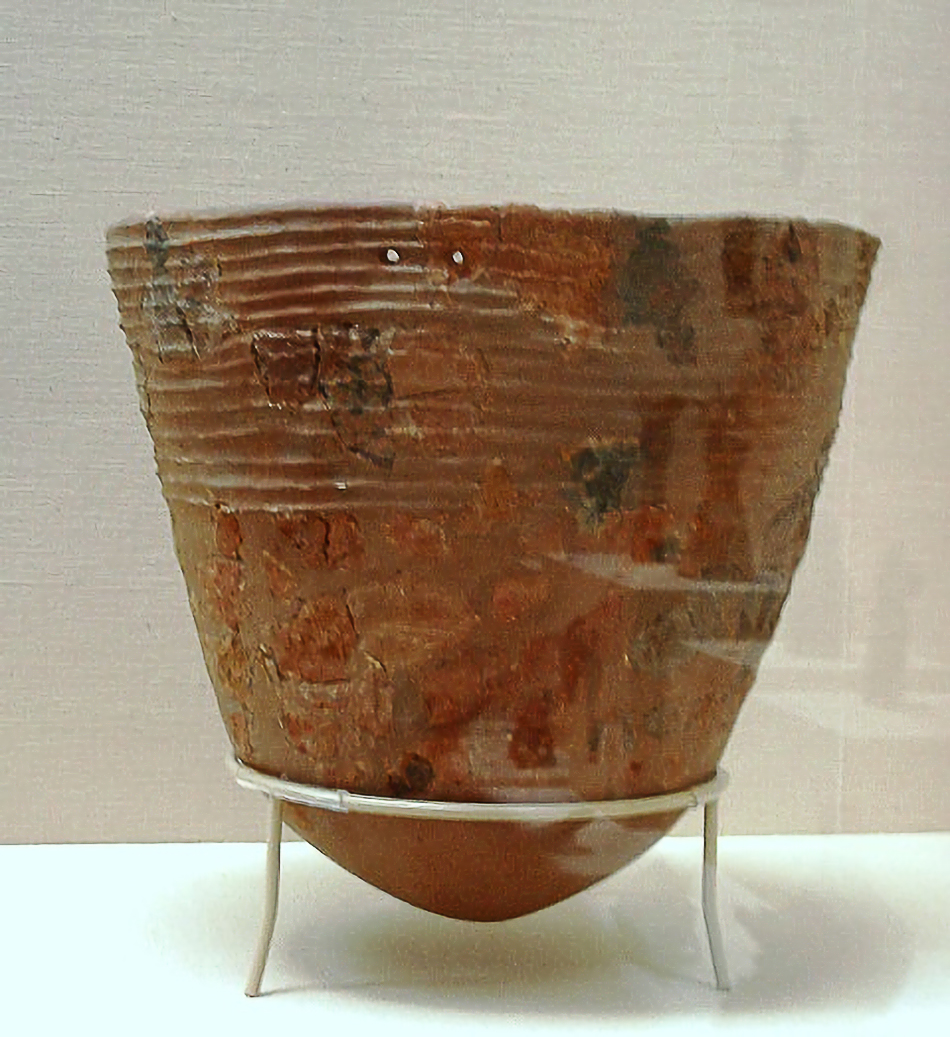
Ceramika wczesnego Jōmon (10000-8000 p.n.e.), najstarszy typ ceramiki na świecie
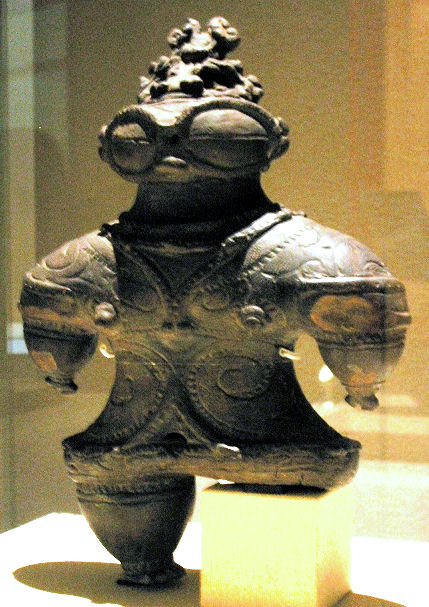
Posążek ze schyłku okresu Jōmon (1000-400 p.n.e.)
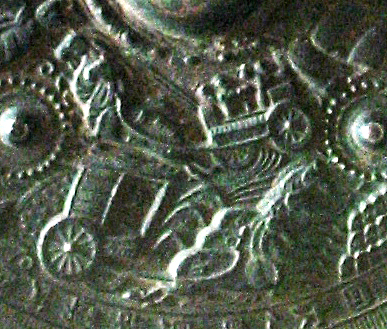
Wozy konne z okresu Kofun. Szczegół lustra z brązu (V-VI w.). Eta-Funayama Tumulus, Kumamoto
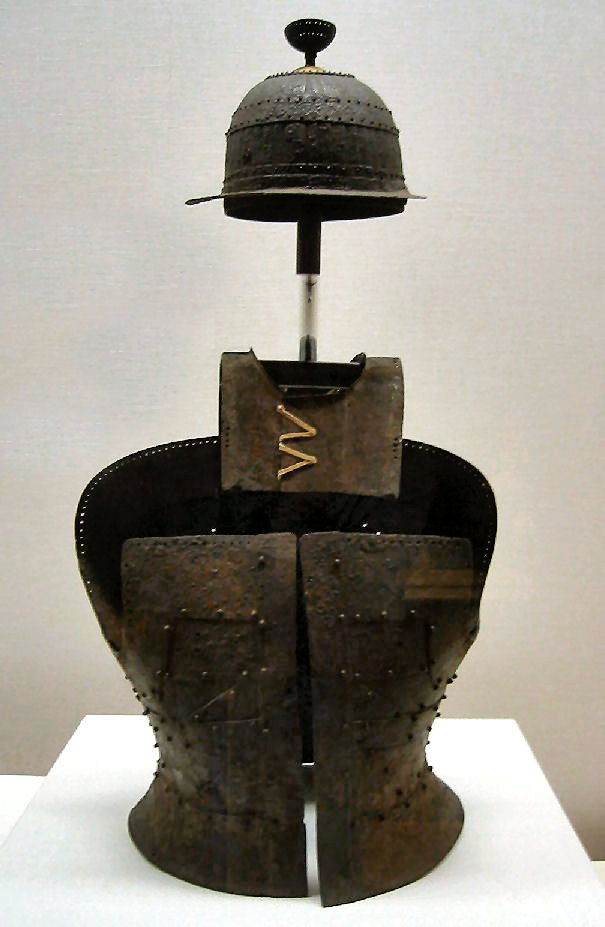
Żelazny hełm i zbroja dekorowane złoconym brązem, okres Kofun, V w.
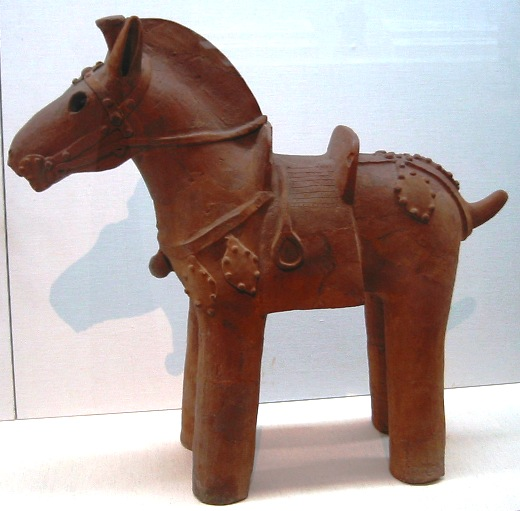
Posążek konia Haniwa, wraz z siodłem i strzemionami, VI w.
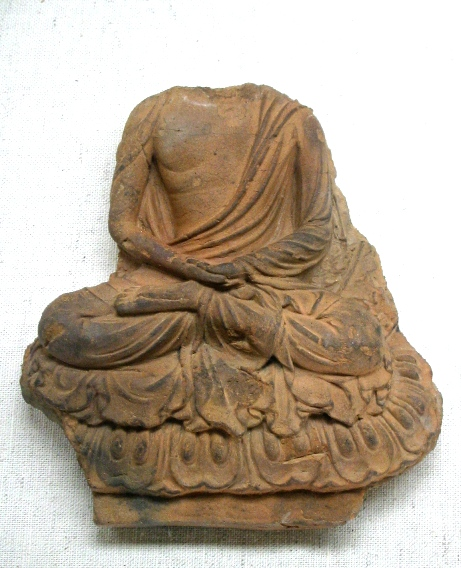
Budda, okres Asuka, VII w.
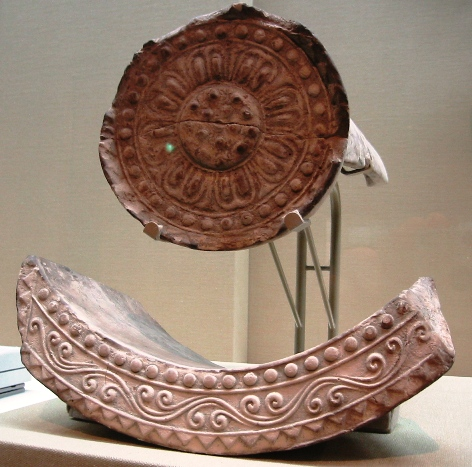
Płytki świątynne z Nara, VII w.

### Hōryū-ji Hōmotsukan (Galeria Skarbów Hōryū-ji)
Dzieła sztuki wchodzące w skład Skarbów Hōryū-ji, podarowane dworowi cesarskiemu przez Hōryū-ji w 1878, są prezentowane w sześciu salach. Budynek został zaprojektowany przez architekta Yoshio Taniguchi, podczas konserwacji wyposażony w nowoczesne technologie i otwarty w 1999 po gruntowej renowacji. Sala na półpiętrze drugiej kondygnacji mieści archiwum cyfrowe, pozwalające odwiedzającym na przeglądanie kolekcji Horyuji na komputerze z wyjaśnieniami w języku japońskim, koreańskim, chińskim, angielskim, francuskim i niemieckim. Na pierwszej kondygnacji znajduje się restauracja.

## Centrum badań i informacji
Centrum Badań i Informacji powstało w 1984 głównie dla celów naukowych. Zajmuje się różnymi dokumentami związanymi z obiektami archeologicznymi, sztuką piękną, sztukami użytkowymi oraz materiałami historycznymi z Azji i Środkowego Wschodu, ze szczególnym uwzględnieniem dziedzictwa Japonii. Goście mogą przeglądać książki, czasopisma oraz i albumy o sztuce na półkach z otwartym dostępem, jak również czarno-białe i kolorowe fotografie w gabinetach zdjęć. Wstęp jest bezpłatny. Materiały są w większości tylko w języku japońskim.
Dostępne materiały

Książki: Książki i czasopisma (japońskie, chińskie, europejskie), w tym także katalogi wystaw i sprawozdania archeologiczne.

Zdjęcia: Czarno-białe i kolorowe zdjęcia dzieł sztuki, rzemiosła i znalezisk archeologicznych z Japonii, Korei i innych państw azjatyckim, głównie z kolekcji Muzeum Narodowego w Tokio.
Reprodukcje obrazów

Obrazy gromadzone w Muzeum Narodowym w Tokio są udostępniane do wykorzystania naukowego lub komercyjnego w formie kolorowych kopii, obrazów cyfrowych lub wydruków.

## Sklep muzealny
Sklep oferuje różne przedmioty nawiązujące do obiektów i motywów z kolekcji muzeum, m.in. koszulki, materiały piśmiennicze, reprodukcje ukiyo-e, kartki pocztowe. W sprzedaży są też dostępne wyroby tradycyjnego japońskiego rzemiosła tworzone przez współczesnych artystów.